# 제이 라이언
제이 라이언(영어: Jay Ryan, 1981년 8월 29일 ~ )은 뉴질랜드의 배우이다.

## 출연 작품

### 영화
- 그것: 두 번째 이야기 (2019)

### 텔레비전
- 여전사 지나 (1999)
- The Tribe (2002)
- 네이버스 (2002-5)
- 레전드 오브 시커 (2010)
- 테라 노바 (2011)
- 미녀와 야수 (2012-16)
- Top of the Lake (2013)
- 메리 킬즈 피플 (2017-19)